# (595) Поликсена
(595) Поликсена (др.-греч. Πολυξένη) — астероид в поясе астероидов, найденный Августом Копффом 27 марта 1906 года в Хайдельберге. 
Назван в честь дочери Приама Поликсены.

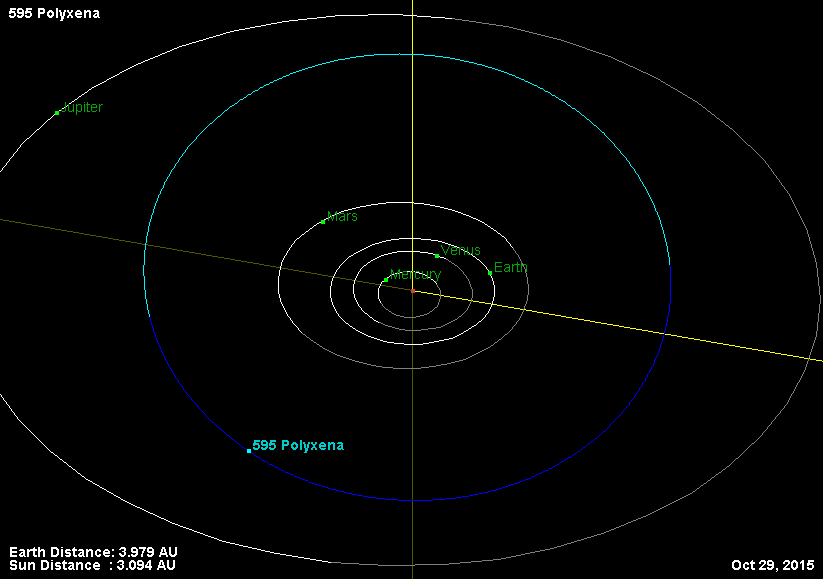
Орбита астероида Поликсена и его положение в Солнечной системе